# Praça Pública
Praça Pública foi um programa de televisão português, transmitido na SIC. Foi um dos primeiros programas da SIC, estreado em 1992, sendo apresentado por Júlia Pinheiro, Nuno Nogueira Santos, Conceição Lino e Jorge Gabriel..

## Formato
Programa diário de actualidades nacionais, transmitido nos dias úteis, em directo ou em estúdio, contendo reportagens sobre temas críticos e polémicos do quotidiano da vida portuguesa. Apresentado inicialmente por Nuno Santos e Júlia Pinheiro, foi numa segunda fase, apresentado por Conceição Lino. O Praça Publica conseguiu audiências record e simbolizou o 'dar voz' ao cidadão comum na televisão. Diariamente eram trazidas a público muitas situações problemáticas apresentadas pelos cidadãos de norte a sul do país